# Holland Series
De Holland Series in het Nederlandse honkbal is een wedstrijdenreeks waarin bepaald wordt welke mannenclubteam binnen de KNBSB landskampioen honkbal van Nederland wordt. De Holland Series wordt sinds 1987 georganiseerd.
In de jaren 1972 en 1973 werd er ook in een "Holland Serie" om de titel werd gestreden (finale over een best-of-5 serie). In 1988 was beoogd de winnaar van de reguliere competitie en de winnaar van de kampioenspoule (top-6 van de competitie) de Holland Serie te laten spelen, mits dit twee verschillende clubs waren. Haarlem Nicols won beide competities en werd daarmee direct landskampioen.
De laatste kampioen en tevens recordhouder is Neptunus (sponsornaam: Curaçao Neptunus) dat in 2024 voor de 20e keer landskampioen werd door HCAW met 4-0 (best-of-7) te verslaan. Het seizoen 2020 kent geen kampioen in verband met het voortijdig afbreken van de Holland Series na twee wedstrijden vanwege strengere maatregelen van overheidswege inzake de heersende coronapandemie.

## Procedure
De serie wedstrijden wordt gespeeld na afloop van de reguliere competitie van de acht clubs in de hoofdklasse. Het is qua opzet enigszins te vergelijken met de World Series van de Major League Baseball.
Tot en met 2010 streden de vier beste teams van de competitieranglijst na afloop van het reguliere seizoen in de play-offs (halve finales) in een best-of-five serie. Hierbij nam het beste team uit de competitie het op tegen de nummer 4 van de ranglijst en de nummers 2 en 3 namen het ook tegen elkaar op. De beide winnaars streden vervolgens in een best-of-five-reeks om de landstitel. Ook van 2019-2021 werd de play-off op deze wijze gespeeld.
In 2011, 2012, 2013 en 2018 werd de play-off middels een korte competitie tussen de nummers 1 t/m 4 gespeeld gespeeld (3× tegen elkaar). In 2014 en 2015 waren dit de nummers 1 en 2 van de 1e periode (over 21 wedstrijden) en de nummers 1 en 2 van de 2e periode, en/of de nummer(s) 3 (en 4) als eventuele plaatsvervanger. In 2014 kreeg elk team de helft van het aantal punten mee behaald in de 42 competitiewedstrijden. In 2015 en 2016 kregen de nummers 1, 2, 3 respectievelijk 6, 4 en 2 punten voorsprong op nummer 4. De nummers 1 en 2 van de play-off namen het tegen elkaar op in de finale (de Holland Series) om de landstitel, in een best-of-7 serie. In 2017 vond de play-off plaats middels een competitie over achttien wedstrijden (6x tegen elkaar).

## Holland Series
| Jaar   | Holland Series        | Holland Series       | Holland Series           | Overige deelnemers play-off (top 4 competitie)                                                                     |
| Jaar   | Landskampioen         | Uitslag (best-of...) | Finalist                 | Overige deelnemers play-off (top 4 competitie)                                                                     |
| ------ | --------------------- | -------------------- | ------------------------ | --- |
| 1972   | Sparta                | 003-1                | RAAK Nicols              | |
| 1973   | Sparta                | 003-0                | RAAK Nicols              | |
|        |                       |                      |                          | |
| 1987   | Detach Pirates        | 002-1                | Brugman keukens Neptunus | nrs. 1 + 2 van kampioenspoule met 6 deelnemers; Asbiton Sparta, Opel Nicols, Multifax Amstel Tigers, Unique Giants |
| 1988   | Opel Nicols           | niet gehouden        | niet gehouden            | |
| 1989   | Opel Nicols           | 004-3                | Brugman keukens Neptunus | Detach Pirates, Planeta Kinheim                                                                                    |
| 1990   | TAS Detach Pirates    | 003-0                | Levi's Neptunus          | Gunco Sparta, Planeta Kinheim                                                                                      |
| 1991   | Levi's Neptunus       | 003-0                | Mr. Cocker HCAW/Tijgers  | Kinzo Nicols, Tas Detach Pirates                                                                                   |
| 1992   | Install Data ADO      | 003-1                | Planeta Kinheim          | Levi's Neptunus, TAS Detach Pirates                                                                                |
| 1993   | Levi's Neptunus       | 003-1                | Planeta Kinheim          | Data Circuit ADO, Smit & Dorlas Quick                                                                              |
| 1994   | Boom Planeta Kinheim  | 003-2                | Levi's Neptunus          | Data Circuit ADO, Mr. Cocker HCAW/Tijgers                                                                          |
| 1995   | Levi's Neptunus       | 003-1                | Kinheim                  | Mr. Cocker HCAW, Minolta Pioniers                                                                                  |
| 1996   | Mr. Cocker HCAW       | 003-2                | Kinheim                  | Neptunus, Minolta Pioniers                                                                                         |
| 1997   | Minolta Pioniers      | 003-1                | Mr. Cocker HCAW          | Neptunus, Sparta                                                                                                   |
| 1998   | Mr. Cocker HCAW       | 003-1                | DOOR Neptunus            | Kinheim, Minolta Pioniers                                                                                          |
| 1999   | DOOR Neptunus         | 003-1                | Mr. Cocker HCAW          | Kinheim, Minolta Pioniers                                                                                          |
| 2000   | DOOR Neptunus         | 002-1                | ADO                      | Kinheim, Mr. Cocker HCAW                                                                                           |
| 2001   | DOOR Neptunus         | 003-1                | Mr. Cocker HCAW          | DPA Kinheim, NTNT ADO                                                                                              |
| 2002   | DOOR Neptunus         | 003-0                | Mr. Cocker HCAW          | DPA Kinheim, Minolta Pioniers                                                                                      |
| 2003   | DOOR Neptunus         | 003-2                | Mr. Cocker HCAW          | Minolta Pioniers, NTNT Tornado's                                                                                   |
| 2004   | DOOR Neptunus         | 003-1                | Mr. Cocker HCAW          | DPA Kinheim, Minolta Pioniers                                                                                      |
| 2005   | DOOR Neptunus         | 003-1                | Mr. Cocker HCAW          | Konica Minolta Pioniers, Sparta/Feyenoord                                                                          |
| 2006   | Corendon Kinheim      | 003-2                | Konica Minolta Pioniers  | ADO, DOOR Neptunus                                                                                                 |
| 2007   | Corendon Kinheim      | 003-0                | Konica Minolta Pioniers  | Amsterdam Pirates, DOOR Neptunus                                                                                   |
| 2008   | L&D Amsterdam Pirates | 003-0                | Corendon Kinheim         | DOOR Neptunus, Konica Minolta Pioniers                                                                             |
| 2009   | DOOR Neptunus         | 003-1                | Konica Minolta Pioniers  | Corendon Kinheim, L&D Amsterdam Pirates                                                                            |
| 2010   | DOOR Neptunus         | 004-2                | L&D Amsterdam Pirates    | Corendon Kinheim, Konica Minolta Pioniers                                                                          |
| 2011   | L&D Amsterdam Pirates | 004-1                | Vaessen Pioniers         | Corendon Kinheim, DOOR Neptunus                                                                                    |
| 2012   | Corendon Kinheim      | 004-0                | DOOR Neptunus            | L&D Amsterdam Pirates, Vaessen Pioniers                                                                            |
| 2013   | DOOR Neptunus         | 004-0                | Vaessen Pioniers         | Corendon Kinheim, L&D Amsterdam Pirates                                                                            |
| 2014   | DOOR Neptunus         | 004-3                | L&D Amsterdam Pirates    | Corendon Kinheim, Vaessen Pioniers                                                                                 |
| 2015   | Curaçao Neptunus      | 004-1                | Corendon Kinheim         | L&D Amsterdam Pirates, Vaessen Pioniers                                                                            |
| 2016   | Curaçao Neptunus      | 004-2                | L&D Amsterdam Pirates    | Kinheim, Vaessen Pioniers                                                                                          |
| 2017   | Curaçao Neptunus      | 004-1                | L&D Amsterdam Pirates    | HCAW, Hoofddorp Pioniers                                                                                           |
| 2018   | Curaçao Neptunus      | 004-2                | L&D Amsterdam Pirates    | HCAW, De Glaskoning Twins                                                                                          |
| 2019   | L&D Amsterdam Pirates | 004-3                | Curaçao Neptunus         | HCAW, Hoofddorp Pioniers                                                                                           |
| 2020 * | L&D Amsterdam Pirates | 002-0                | Curaçao Neptunus         | HCAW, Hoofddorp Pioniers                                                                                           |
| 2021   | L&D Amsterdam Pirates | 004-3                | Curaçao Neptunus         | HCAW, Twins Oosterhout                                                                                             |
| 2022   | HCAW                  | 004-0                | Curaçao Neptunus         | Amsterdam Pirates, Twins Oosterhout                                                                                |
| 2023   | Amsterdam Pirates     | 004-3                | Curaçao Neptunus         | HCAW, Twins Oosterhout                                                                                             |
| 2024   | Curaçao Neptunus      | 004-0                | HCAW                     | DSS/Kinheim, Amsterdam Pirates                                                                                     |

* 2020: Holland Series voortijdig afgebroken vanwege coronapandemie
Amsterdam Pirates · Curaçao Neptunus · DSS/Kinheim · HCAW · Oosterhout Twins · Hoofddorp Pioniers · RCH-Pinguins · UVV
Holland Series